# تزکند، دشکاسان
تازه‌کند (به لاتین: Təzəkənd) منطقه‌ای مسکونی در جمهوری آذربایجان است که در شهرستان داش‌کسن واقع شده‌است.

## جمعیت
تازه‌کند ۶۸۷ نفر جمعیت دارد.